# 週間探偵登場
『週間探偵登場』（しゅうかんたんていとうじょう）は、手塚治虫の漫画作品。『別冊週刊漫画TIMES』（芳文社）に昭和34年12月号から昭和36年2月16日号まで連載された。
1960年前後の大人向け週刊誌ブームから大人向けの漫画週刊誌の創刊が始まる。本作もそういった大人向け漫画週刊誌に連載され、長編の推理物、謎解き物とは違う、怪奇性やひねられたトリック、当時の社会風刺といった内容の連作物となった。

## 主な登場人物
五利
通称、「ゴリさん」。刑事。
ミツ子
バー「ウラン」で働いている女性。ゴリさんに気があり、探偵役として動くことも多い。

## 各話
高級車
昭和34年12月号
裏側
昭和35年1月号
殺る
昭和35年2月号
天の岩戸
昭和35年3月号
穴
昭和35年4月号
幽霊作家
昭和35年5月号
『二階堂黎人が選ぶ! 手塚治虫ミステリー傑作集』（2000年、ちくま文庫、ISBN 978-4480035707）に採録されている。
ごめんください
昭和35年6月号
月払い復讐
昭和35年8月号
マネキンに手を出すな
昭和35年9月号
白い顔と黄色いタレント
昭和35年11月3日号
ひかれた男
昭和35年11月17日号
ふやける
昭和35年12月15日号
原稿安全
昭和36年1月19日号
坪千金
昭和36年2月2日号
ジャリトラもたまに役に立つ
昭和36年2月16日号